# Lhee Meunasah
Lhee Meunasah is een bestuurslaag in het regentschap Pidie van de provincie Atjeh, Indonesië. Lhee Meunasah telt 676 inwoners (volkstelling 2010).